# Marianna Rogala
Marianna Rogala z domu Jagiełło (ur. 31 stycznia 1919, zm. 9 lutego 2008) – polska stomatolożka, Sprawiedliwa wśród Narodów Świata.

## Życiorys
W czasie okupacji niemieckiej Marianna Rogala mieszkała wspólnie z mężem Witoldem Rogalą i synem Krzysztofem przy ulicy Krasińskiego na warszawskim Żoliborzu. Pracowała jako dentystka. W kwietniu 1943 r., krótko przed wybuchem powstania w getcie warszawskim, Rogala zaopiekowała się 5-letnią Żydówką Martą Elbinger, która dysponowała fałszywymi dokumentami na nazwisko "Brzezińska". Dziewczyna była odtąd przedstawiane jako dziecko brata Marianny, Konstantego Jagiełły przebywającego w KL Auschwitz. Opieka nad Martą trwała do września 1945 r., kiedy to do rodziny Rogalów zgłosiła się ciotka Marty, Tusia Gewercman i zabrała dziewczynkę do siebie. Rok później dziecko wyjechało do innej krewnej do Izraela.
17 czerwca 1987 r. Marianna Rogala została uznana przez Jad Waszem za Sprawiedliwą wśród Narodów Świata. Wspólnie z nią uhonorowano jej męża, Witolda Rogalę.
Marianna Rogala zmarła 9 lutego 2008 r. i została pochowana na Cmentarzu Wojskowym na Powązkach, kwatera A15, rząd 1, grób 24.

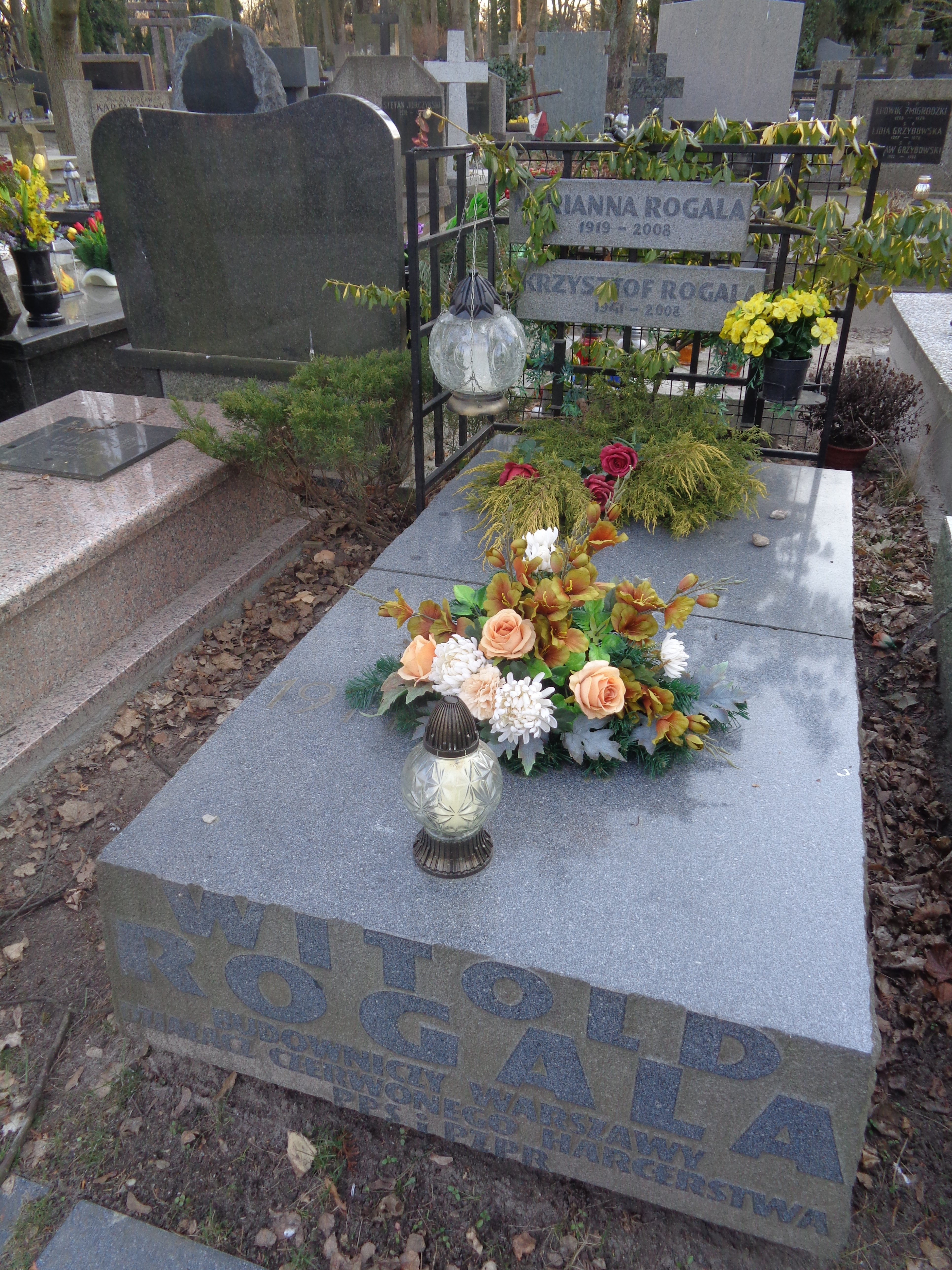
Nagrobek na Cmentarzu Wojskowym na Powązkach